# Svinkløv Badehotel
Svinkløv Badehotel är ett danskt badhotell längst in i Jammerbugt cirka 10 kilometer från Fjerritslev och 200 meter från Nordsjökusten.
Hotellet byggdes år 1925 av dansk-amerikanska Carl Brix Kronborg efter ritningar av Einar Packness och har varit inspiration till TV-serien Badhotellet. Vid invigningen hade det plats för 14 övernattande gäster men det byggdes ut flera gånger och år 1934 fanns det 36 rum. Hotellet, som var Danmarks längsta trähus, var modernt för sin tid med elektricitet och rinnande vatten på rummen, samt nattkärl.
Den 26 september 2016 totalförstördes hotellet i en brand som startade i en torktumlare. Gäster och personal klarade sig oskadda. I oktober samma år meddelade stiftelsen som äger hotellet att det skulle byggas upp igen.
Det nybyggda hotellet, som liknar det gamla till förväxling, uppfyller alla moderna krav på brandskydd och tillgänglighet för personer med funktionsnedsättning. Köket i bottenvåningen har utökats och taket har försetts med solpaneler.
I maj 2019 öppnade hotellet igen efter branden. Det har 36 rum, varav några i annexet som klarade sig från branden, och är öppet från april till oktober.

## Bilder

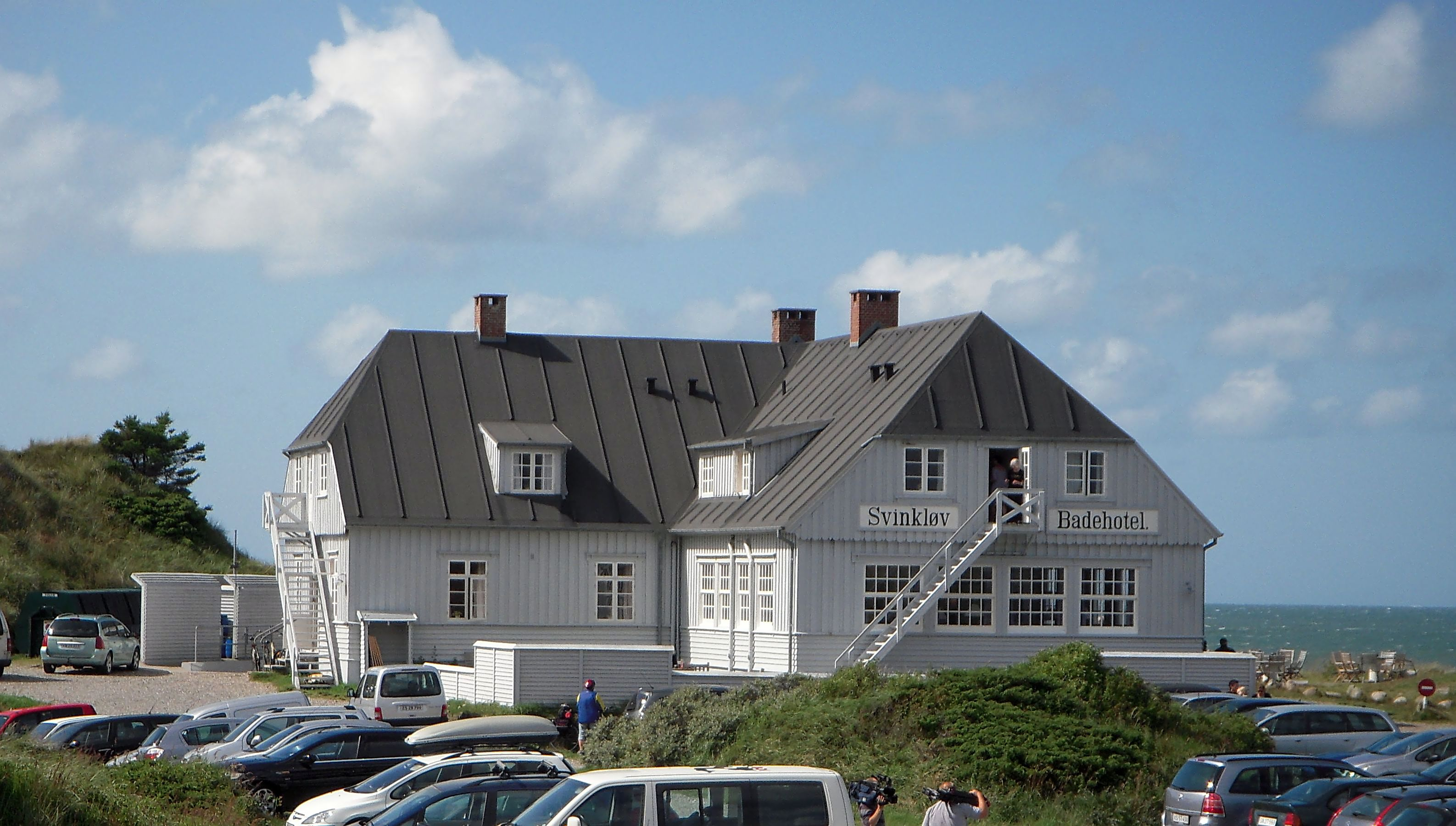
Svinkløv Badehotel, juli 2009.
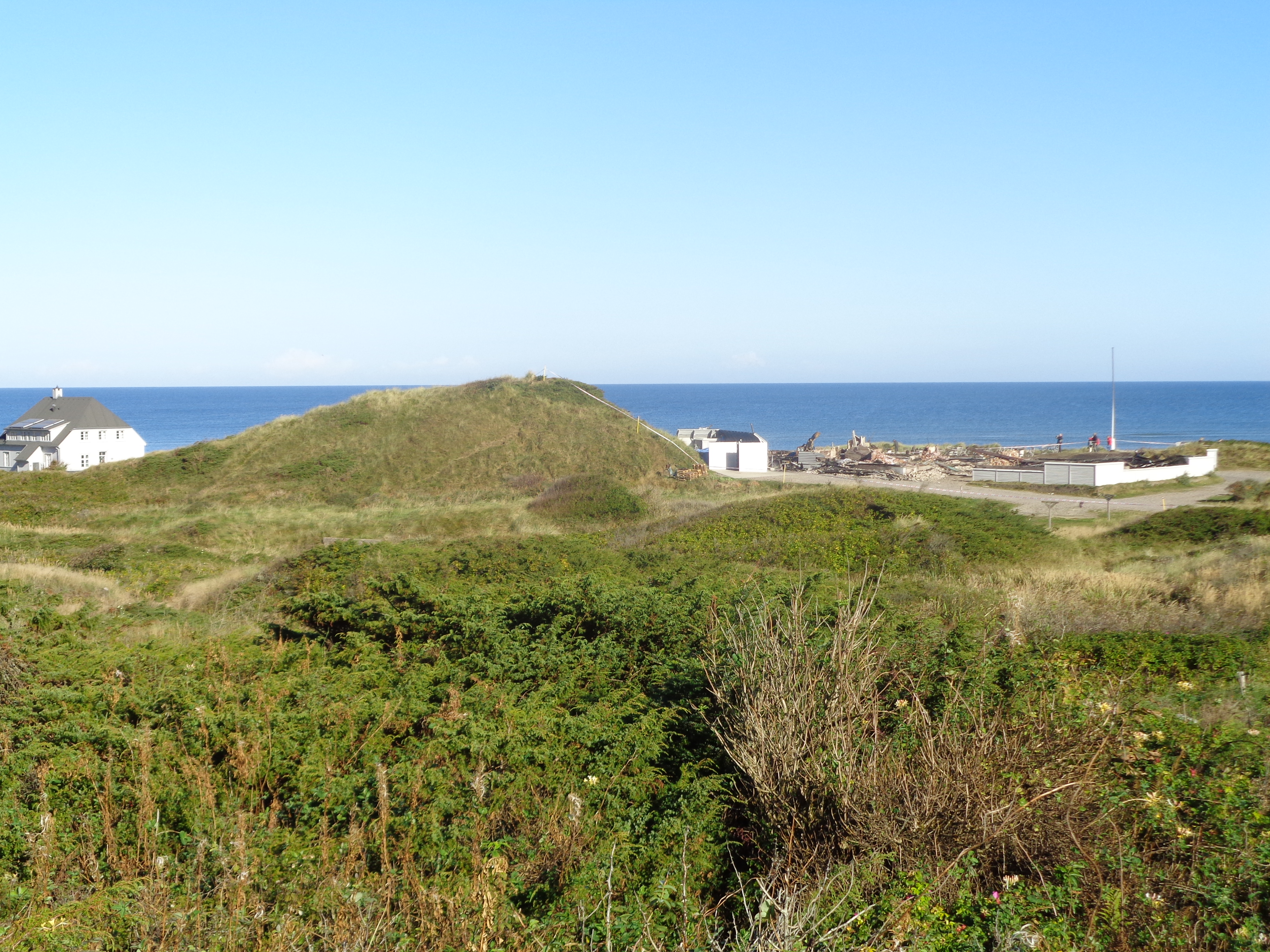
Brandtomten, 27 september 2016.